# Niella Belbo
Niella Belbo är en ort och kommun i provinsen Cuneo i regionen Piemonte i Italien. Kommunen hade 361 invånare (2018).